# Горній Зебанець
46°29′ пн. ш. 16°24′ сх. д. / 46.48° пн. ш. 16.4° сх. д.
Горній Зебанець (хорв. Gornji Zebanec) — населений пункт у Хорватії, у Меджимурській жупанії у складі громади Селниця.

## Населення
Населення за даними перепису 2011 року становило 189 осіб.
Динаміка чисельності населення поселення:

## Клімат
Середня річна температура становить 9,90 °C, середня максимальна – 23,82 °C, а середня мінімальна – -6,46 °C. Середня річна кількість опадів – 822 мм.
| Клімат поселення                              | Клімат поселення | Клімат поселення | Клімат поселення | Клімат поселення | Клімат поселення | Клімат поселення | Клімат поселення | Клімат поселення | Клімат поселення | Клімат поселення | Клімат поселення | Клімат поселення | Клімат поселення |
| Показник                                      | Січ.             | Лют.             | Бер.             | Квіт.            | Трав.            | Черв.            | Лип.             | Серп.            | Вер.             | Жовт.            | Лист.            | Груд.            |                  |
| Середній максимум, °C                         | 5,03             | 7,06             | 11,46            | 15,85            | 20,82            | 23,82            | 23,68            | 23,19            | 19,19            | 13,86            | 8,25             | 4,32             |                  |
| Середня температура, °C                       | −0,72            | 1,31             | 5,71             | 10,11            | 15,08            | 18,08            | 19,80            | 19,30            | 15,29            | 9,98             | 4,38             | 0,42             |                  |
| Середній мінімум, °C                          | −6,46            | −4,42            | −0,02            | 4,38             | 9,34             | 12,33            | 15,90            | 15,41            | 11,40            | 6,10             | 0,49             | −3,46            |                  |
| Норма опадів, мм                              | 38               | 41               | 54               | 63               | 73               | 92               | 93               | 86               | 79               | 73               | 75               | 55               |                  |
| Середньомісячна швидкість вітру, м/с          | 1.97             | 2.20             | 2.56             | 2.60             | 2.42             | 2.20             | 2.10             | 1.90             | 1.90             | 1.93             | 2.05             | 2.06             |                  |
| Середньомісячна сонячна радіація, кДж/м²·день | 4006             | 6746             | 10508            | 14959            | 18931            | 20853            | 21308            | 18588            | 13777            | 8564             | 4436             | 3228             |                  |
| --------------------------------------------- | ---------------- | ---------------- | ---------------- | ---------------- | ---------------- | ---------------- | ---------------- | ---------------- | ---------------- | ---------------- | ---------------- | ---------------- | ---------------- |
| Джерело:                                      |                  |                  |                  |                  |                  |                  |                  |                  |                  |                  |                  |                  |                  |